# NGC 6153
NGC 6153 – mgławica planetarna położona w gwiazdozbiorze Skorpiona. Została odkryta 27 maja 1883 roku przez Ralpha Copelanda.